# 科夫 (亞利桑那州)
科夫（英語：Cove）是位於美國亞利桑那州阿帕契縣的一個非建制地區。該地的面積和人口皆未知。

## 地理
科夫的座標為36°33′55″N 109°13′04″W / 36.56528°N 109.21778°W，而該地的平均海拔高度為1944米（即6378英尺）。